# NGC 1279
NGC 1279 је спирална галаксија у сазвежђу Персеј која се налази на NGC листи објеката дубоког неба.
Деклинација објекта је + 41° 28' 47" а ректасцензија 3h 19m 59,1s. Привидна величина (магнитуда) објекта NGC 1279 износи 15,0 а фотографска магнитуда 15,8. NGC 1279 је још познат и под ознакама PGC 12449, PGC 12448.